# Ivan Šantek
Ivan Šantek (Zagreb, 23 de abril de 1932) é um ex-futebolista iugoslavo, medalhista olímpico.

## Carreira
Ivan Šantek fez parte do elenco medalha de prata, nos Jogos Olímpicos de 1956.

## Ligações Externas
- Perfil de Santek